# XVIIIe congrès du Parti communiste français
Le XVIIIe congrès du PCF s'est tenu à Levallois-Perret, du 4 au 8 janvier 1967.

## Membres de la direction

### Bureau politique
- Titulaires : Gustave Ansart, François Billoux, Jacques Duclos, Étienne Fajon, Benoît Frachon, Georges Frischmann, Roger Garaudy, Raymond Guyot, Henri Krasucki, Paul Laurent, Roland Leroy, Georges Marchais, René Piquet, Gaston Plissonnier, Waldeck Rochet, Georges Séguy, Jeannette Vermeersch
- Suppléants : Guy Besse, André Vieuguet

### Secrétariat du Comité central
- Waldeck Rochet (secrétaire général du Parti), Roland Leroy, Georges Marchais, René Piquet, Gaston Plissonnier, André Vieuguet